# A Bandit
Pour plus de détails, voir Fiche technique et Distribution.
A Bandit est un film muet américain réalisé par Mack Sennett, sorti en 1913.

## Fiche technique
- Titre : A Bandit
- Réalisation : Mack Sennett
- Producteur : Mack Sennett
- Studio de production : The Keystone Film Company
- Distribution : Mutual Film
- Pays : États-Unis
- Format : Noir et blanc - 1,33:1 - Format 35 mm
- Langue : film muet, intertitres anglais
- Genre : Comédie
- Durée : ½ bobine[1]
- Date de sortie :
  - États-Unis : 23 juin 1913

## Distribution
- Roscoe Arbuckle : Bully
- Nick Cogley : l'ami de Bully
- Ford Sterling : Clarence, Le Bandit, rival de Fatty (non confirmé)
- Beatrice Van : la jeune fille
- Arthur Tavares : Clarence

Distribution non créditée :
- Charles Avery : un villageois
- William Hauber : un villageois
- Bert Hunn : un villageois
- Al St. John : un villageois